# Moawhango (rivière)
La rivière Moawhango (anglais : Moawhango River) est un cours d’eau majeur du centre de l’Île du Nord de la Nouvelle-Zélande dans le district de Rangitikei, dans la région de Manawatu-Wanganui et un affluent droit du fleuve Rangitikei.

## Géographie
La rivière Moawhango s’écoule globalement du sud-ouest à partir de sa source dans la chaîne des Monts Kaimanawaˌ à 35 km à l’est du  Mont Ruapehu pour atteindre le lac Moawhango (en) à l’extrémité sud du désert de Désert de Rangipo, à 10 km au nord de la ville de Waiouru.
Une partie de l’eau est détournée du lac pour alimenter le projet du Tongariro Power Scheme (en), alors que le reste est conservé pour suivre le cours de la rivière Moawhango. 
De là, la rivière s’écoule vers le sud-est, passant la petite ville de Moawhango avant de se jeter dans le fleuve Rangitikei à 8 km au sud-est de la ville de Taihape.